# Tina Maze
Tina Maze (Slovenj Gradec, 2 mei 1983) is een Sloveense voormalige alpineskiester. Ze vertegenwoordigde haar vaderland op de Olympische Winterspelen van 2002, 2006, 2010 en 2014.

## Biografie
Maze maakte in januari 1999 in Maribor haar wereldbekerdebuut. In oktober 2000 scoorde ze in het Oostenrijkse Sölden haar eerste wereldbekerpunten. Op de wereldkampioenschappen alpineskiën 2001 in Sankt Anton am Arlberg eindigde de Sloveense als zestiende op de slalom en als tweeëntwintigste op de reuzenslalom. In december 2001 finishte Maze in Val-d'Isère voor de eerste maal in haar carrière in de toptien van een wereldbekerwedstrijs, een maand later bereikte ze in Maribor haar eerste podiumplaats. Tijdens de Olympische Winterspelen van 2002 in Salt Lake City eindigde de Sloveense als twaalfde op de reuzenslalom. In oktober 2002 boekte Maze in Sölden tijdens de openingswedstrijd van het seizoen 2002/2003 haar eerste wereldbekerzege. In het Zwitserse Sankt Moritz nam de Sloveense deel aan de wereldkampioenschappen alpineskiën 2003, op dit toernooi eindigde ze als vijfde op de reuzenslalom. Op de wereldkampioenschappen alpineskiën 2005 in Bormio, Italië eindigde Maze als zesde op de super G en als tiende op de combinatie. Tijdens de Olympische Winterspelen van 2006 in Turijn eindigde de Sloveense als twaalfde op de reuzenslalom. In het Zweedse Åre nam Maze deel aan de wereldkampioenschappen alpineskiën 2007, op dit toernooi eindigde ze als veertiende op de super-g en als tweeëntwintigste op de reuzenslalom. In februari 2008 boekte de reuzenslalomspecialiste in Sankt Moritz haar eerste wereldbekerzege op de afdaling. Op de wereldkampioenschappen alpineskiën 2009 in Val d'Isère veroverde de Sloveense de zilveren medaille op de reuzenslalom, op de super G eindigde ze op de vijfde plaats en op de afdaling op de veertiende plaats.Op de Olympische Winterspelen 2010 in Vancouver won Maze zilver op zowel de super G als de reuzenslalom.
Op de wereldkampioenschappen 2011 in Garmisch-Partenkirchen won ze de titel op de reuzenslalom en een zilveren medaille op de supercombinatie. Bij de seizoensfinale in Lenzerheide won ze voor het eerst een slalom.
In het seizoen 2011/2012 eindigde ze tweede in de eindstand van de wereldbeker, na Lindsey Vonn.
Tina Maze domineerde het volgende seizoen 2012/2013. Ze won elf wereldbekerwedstrijden en behaalde zowel de algemene wereldbeker als de wereldbeker reuzenslalom, super G en combinatie. In de wereldbeker afdaling en slalom werd ze tweede. Op de wereldkampioenschappen 2013 in Schladming werd ze wereldkampioene in de Super G en won ze zilver op de supercombinatie en de reuzenslalom.
Op 12 februari 2014 won ze op de Olympische Spelen in Sotsji de afdaling met exact dezelfde tijd als Dominique Gisin. Later die spelen won ze (in haar eentje dit keer) goud op de reuzenslalom. Op de Wereldkampioenschappen alpineskiën 2015 in Vail/Beaver Creek behaalde ze de wereldtitel in zowel de afdaling als de combinatie. In de Super G behaalde ze zilver, achter Anna Fenninger. In de reuzenslalom werd Maze 5e en ook op de slalom behaalde ze met de 8e plaats een top 10-notering.

## Resultaten

### Titels
- Sloveens kampioene reuzenslalom - 2002, 2004, 2009, 2010
- Sloveens kampioene super G - 2009

### Olympische Spelen
| Jaar | Plaats         | Resultaten                                                            |
| ---- | -------------- | --------------------------------------------------------------------- |
| 2002 | Salt Lake City | 12e Reuzenslalom                                                      |
| 2006 | Turijn         | 12e Reuzenslalom 39e Super G                                          |
| 2010 | Vancouver      | Super G · Reuzenslalom · 9e Slalom · 10e Combinatie · 18e Afdaling    |
| 2014 | Sotsji         | Afdaling · Reuzenslalom · 4e Supercombinatie · 5e Super G · 8e Slalom |

### Wereldkampioenschappen
| Jaar | Plaats                 | Resultaten                                                             |
| ---- | ---------------------- | ---------------------------------------------------------------------- |
| 2001 | Sankt Anton            | 16e Slalom 22e Reuzenslalom 32e Super G                                |
| 2003 | Sankt Moritz           | 5e Reuzenslalom DNF Slalom                                             |
| 2005 | Bormio                 | 6e Super G 10e Combinatie DNF Reuzenslalom DNF Slalom                  |
| 2007 | Åre                    | 14e Super G 22e Reuzenslalom DNF Supercombinatie DNF Slalom            |
| 2009 | Val-d'Isère            | Reuzenslalom · 5e Super-G · 14e Afdaling · DNF Supercombinatie         |
| 2011 | Garmisch-Partenkirchen | Reuzenslalom · 11e Super-G · 5e Afdaling · Supercombinatie · 5e Slalom |
| 2013 | Schladming             | Super-G · Supercombinatie · Reuzenslalom · 5e Slalom · 7e Afdaling     |
| 2015 | Vail/Beaver Creek      | Combinatie · Afdaling · Super G · 5e Reuzenslalom · 8e Slalom          |

### Wereldbeker
Eindklasseringen
| Seizoen   | Algm   | AD     | SL     | RS    | SG    | SC     |
| --------- | ------ | ------ | ------ | ----- | ----- | ------ |
| 2000/2001 | 54e    | -      | 44e    | 23e   | -     | -      |
| 2001/2002 | 36e    | -      | 44e    | 8e    | -     | -      |
| 2002/2003 | 38e    | -      | -      | 13e   | -     | -      |
| 2003/2004 | 33e    | -      | -      | 8e    | 47e   | -      |
| 2004/2005 | 10e    | 31e    | 39e    | 4e    | 9e    | -      |
| 2005/2006 | 14e    | 37e    | 46e    | 7e    | 13e   | 32e    |
| 2006/2007 | 30e    | -      | 51e    | 19e   | 10e   | 19e    |
| 2007/2008 | 28e    | 18e    | -      | 30e   | 19e   | 17e    |
| 2008/2009 | 6e     | 6e     | -      | Brons | 7e    | 21e    |
| 2009/2010 | 4e     | 25e    | 6e     | Brons | 8e    | 14e    |
| 2010/2011 | Brons  | 8e     | 7e     | 6e    | 18e   | Zilver |
| 2011/2012 | Zilver | 9e     | Brons  | 5e    | 4e    | Zilver |
| 2012/2013 | Goud   | Zilver | Zilver | Goud  | Goud  | Goud   |
| 2013/2014 | 4e     | Brons  | 16e    | 13e   | 7e    | 6e     |
| 2014/2015 | Zilver | Brons  | Brons  | 5e    | Brons | Zilver |

Wereldbekerzeges
| Datum            | Plaats                 | Onderdeel       |
| ---------------- | ---------------------- | --------------- |
| 26 oktober 2002  | Sölden                 | Reuzenslalom    |
| 22 december 2004 | Sankt Moritz           | Reuzenslalom    |
| 8 januari 2005   | Santa Caterina         | Reuzenslalom    |
| 22 januari 2005  | Maribor                | Reuzenslalom    |
| 22 oktober 2005  | Sölden                 | Reuzenslalom    |
| 2 februari 2008  | Sankt Moritz           | Afdaling        |
| 10 januari 2009  | Maribor                | Reuzenslalom    |
| 14 maart 2009    | Åre                    | Reuzenslalom    |
| 11 maart 2010    | Garmisch-Partenkirchen | Reuzenslalom    |
| 4 maart 2011     | Tarvisio               | Supercombinatie |
| 18 maart 2011    | Lenzerheide            | Slalom          |
| 27 oktober 2012  | Sölden                 | Reuzenslalom    |
| 24 november 2012 | Aspen                  | Reuzenslalom    |
| 7 december 2012  | Sankt Moritz           | Supercombinatie |
| 9 december 2012  | Sankt Moritz           | Reuzenslalom    |
| 16 december 2012 | Courchevel             | Reuzenslalom    |
| 13 januari 2013  | Sankt Anton            | Super G         |
| 27 januari 2013  | Maribor                | Slalom          |
| 24 februari 2013 | Méribel                | Supercombinatie |
| 2 maart 2013     | Garmisch-Partenkirchen | Afdaling        |
| 10 maart 2013    | Ofterschwang           | Slalom          |
| 17 maart 2013    | Lenzerheide            | Reuzenslalom    |
| 25 januari 2014  | Cortina d'Ampezzo      | Afdaling        |
| 15 november 2014 | Levi                   | Slalom          |
| 5 december 2014  | Lake Louise            | Afdaling        |
| 12 december 2014 | Åre                    | Reuzenslalom    |